# UP (compagnia aerea)
Up è stata una compagnia aerea low-cost, sussidiaria della compagnia di bandiera israeliana El Al.

Era utilizzata su alcune rotte europee in sostituzione della stessa El Al. Tutti i voli Up erano operati da El Al, utilizzando i codici IATA e ICAO della compagnia madre.
Per i voli della durata maggiore di due ore, a bordo è disponibile un servizio di ristorazione a pagamento.
All'inizio del 2018 è stata diffusa la notizia che il marchio verrà dismesso dalla casa madre nel corso dell'anno.

## Flotta
La flotta di Up all'inizio del 2018 è composta dai seguenti aeromobili:
| Aeromobile     | In Flotta | Ordini | Opzioni | W  | Y   | Totale | Note                |
| -------------- | --------- | ------ | ------- | -- | --- | ------ | ------------------- |
| Boeing 737-800 | 4         | 0      | 0       | 36 | 144 | 180    | trasferiti da El Al |